# Ванновский, Сергей Петрович
Сергей Петрович Ванновский (1869—1914) — генерал-лейтенант, герой Первой мировой войны.

## Биография
Родился 29 января 1869 года в Санкт-Петербурге, сын военного министра Российской империи генерала от инфантерии Петра Семёновича Ванновского, происходил из дворян Санкт-Петербургской губернии.

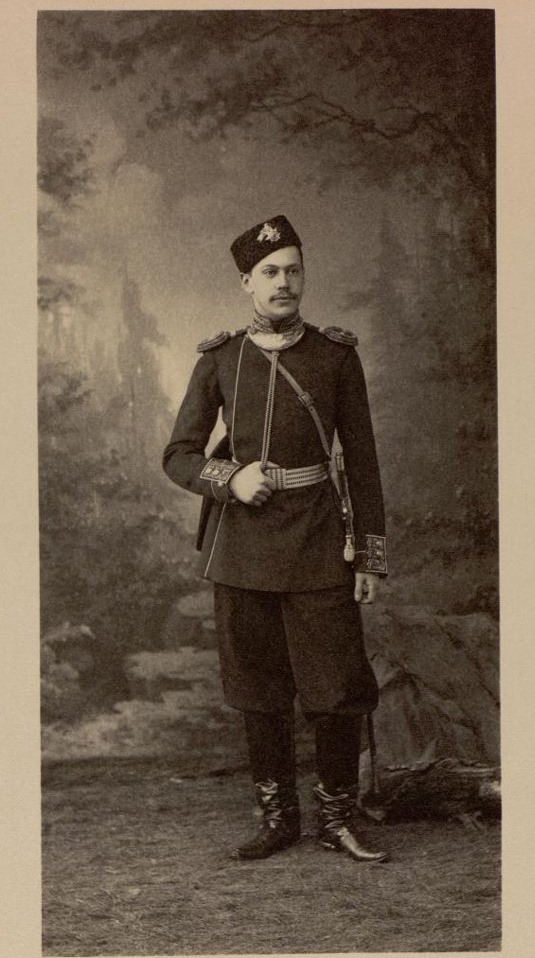
Подпоручик Сергей Петрович Ванновский. 1891 год.

В 17 августа 1871 года зачислен в пажи к императорскому двору. Образование получил в Пажеском корпусе, из которого выпущен 7 августа 1887 года подпоручиком в лейб-гвардии Преображенский полк. 30 августа 1891 года произведён в поручики со старшинством от 7 августа 1891 года. Вскоре Ванновский поступил в Николаевскую академию Генерального штаба, которую окончил в 1893 году по 1-му разряду и был причислен к Генеральному штабу. 20 мая 1893 года произведён в штабс-капитаны гвардии «за отличные успехи в науках».
С мая 1893 года по январь 1894 года был прикомандирован к штабу Туркестанского военного округа. Принимал участие в Памирских походах полковника Ионова и был в перестрелках с афганцами, в июле—октябре 1893 года совершил самостоятельную экспедицию в район реки Бартанга. За эти труды он был награждён орденом св. Анны 3-й степени (17 апреля 1894 года).
26 ноября 1893 года Ванновский с переименованием в капитаны Генерального штаба был переведён в Санкт-Петербург и прикомандирован к Главному штабу. С июня 1894 года по август 1895 года «для изучения технической стороны кавалерийской службы» прошёл курс в Офицерской кавалерийской школе. С сентября 1895 года по ноябрь 1896 года проходил цензовое командование эскадроном в 12-м драгунском Мариупольском полку.
9 декабря 1896 года назначен исправляющим дела младшего делопроизводителя канцелярии Военно-ученого комитета Главного штаба, 10 октября 1898 года — исправляющим дела штаб-офицера Генерального штаба, положенного по штату при Главном штабе. 6 декабря 1898 года произведён в подполковники с утверждением в занимаемой должности.
В 1900—1901 годах Ванновский находился на Дальнем Востоке и принимал участие в кампании против боксёров. 1 августа 1900 года назначен штаб-офицером для особых поручений при штабе 3-го Сибирского армейского корпуса. В августе—сентябре 1900 года находился в составе Хайларского отряда генерал-майора Н. А. Орлова и с сентября 1900 года состоял при штабе 2-го Сибирского армейского корпуса. За боевые отличия 14 октября 1901 года был награждён орденом св. Владимира 4-й степени с мечами и бантом.
7 декабря 1900 года назначен состоять в числе штаб-офицеров Генерального штаба, положенных по штату при Главном штабе, однако к должности прибыл лишь в марте 1901 года. В 1901 году состоял делопроизводителем комиссии генерала от инфантерии Павлова по пересмотру штатов согласно новому Положению об управлении крепостями. 6 декабря 1902 года получил чин полковника. С 9 января 1903 года состоял правителем дел по учебной части Офицерской кавалерийской школы.
С июня 1904 года по ноябрь 1905 года был прикомандирован к 52-му драгунскому Нежинскому полку «для ознакомления с общими требованиями управления и ведения хозяйства в кавалерийском полку». В рядах этого полка принимал участие в русско-японской войне. Находился в сражениях под Ляояном и на реке Шахе. В январе 1905 года во время набега на Инкоу был ранен. За боевые отличия против японцев был награждён золотым оружием с надписью «За храбрость» (30 июля 1905 года), орденами св. Владимира 3-й степени с мечами (24 августа 1905 года) и св. Станислава 2-й степени с мечами (12 февраля 1906 года).
12 мая 1907 года Ванновский получил в командование 55-й драгунский Финляндский полк. 4 сентября 1910 года произведён в генерал-майоры и назначен помощником начальника войскового штаба Донского казачьего войска. 6 мая 1913 года награждён орденом св. Станислава 1-й степени.
18 июля 1914 года назначен начальником 3-й Отдельной кавалерийской бригады. В начале Первой мировой войны был поставлен во главе Сводной кавалерийской дивизии (2-я и 3-я отдельные кавалерийские бригады) в составе 5-й армии Юго-Западного фронта с задачей глубокой разведки расположения австро-венгерских войск и разрушения путей сообщения. Во время рейда по вражеским тылам дивизия Ванновского натолкнулась на превосходящие силы неприятеля и понесла значительные потери. Ванновский, чувствуя свою неготовность к командованию крупными кавалерийскими соединениями, передал командование дивизией младшему в чине, сам же остался во главе своей бригады. 8 августа 1914 года во время конной атаки под Каменкой-Струмиловой был смертельно ранен в живот, попал в плен и передан в австро-венгерский лазарет. 10 августа 1914 года скончался в австрийском 14-м гарнизонном госпитале в Лемберге. 3 сентября 1914 года исключён из списков умершим от ран.
29 сентября 1914 года Ванновский был награждён орденом св. Георгия 4-й степени (посмертно).
За взятие Равы Русской, 4 августа, Жолкиева, 6 августа, и за взрыв железнодорожного моста у Каменки Струмиловой 8 августа 1914 года.
11 мая 1916 года Ванновский посмертно был произведён в генерал-лейтенанты со старшинством с 8 августа 1914 года (посмертно).
Его брат Борис был генерал-лейтенантом и во время Первой мировой войны командовал 4-й кавалерийской дивизией.